# Gibson (Geórgia)
Gibson é uma cidade localizada no estado americano de Geórgia, no Condado de Glascock.

## Demografia
Segundo o censo americano de 2000, a sua população era de 694 habitantes.
Em 2006, foi estimada uma população de 739, um aumento de 45 (6.5%).

## Geografia
De acordo com o United States Census Bureau tem uma área de 2,7 km², dos quais 2,7 km² cobertos por terra e 0,0 km² cobertos por água. Gibson localiza-se a aproximadamente 148 m acima do nível do mar.

## Localidades na vizinhança
O diagrama seguinte representa as localidades num raio de 20 km ao redor de Gibson.